# Barrington Levy
Barrington Levy (Clarendon, 30 aprile 1964) è un cantautore reggae giamaicano.

## Discografia

### Album in studio
- 1979 - Bounty Hunter
- 1979 - Shine Eye Gal
- 1979 - Shaolin Temple
- 1979 - Englishman
- 1980 - Doh Ray Me
- 1980 - Robin Hood
- 1981 - Run Come Ya
- 1982 - Poor Man Style
- 1982 - 21 Girls Salute
- 1983 - Life Style
- 1983 - Hunter Man
- 1983 - Teach Me Culture
- 1984 - Money Move
- 1984 - Barrington Levy Meets Frankie Paul
- 1985 - Prison Oval Rock
- 1985 - Open Book
- 1985 - Here I Come
- 1989 - Love The Life You Live
- 1991 - Divine
- 1992 - Turning Point
- 1996 - Time Capsule
- 1998 - Living Dangerously
- 2005 - Wanted

### Live
- 1996 - Live In Concert

### Compilation
- 1984 - Barrington Levy
- 1986 - Collection
- 1990 - Broader Than Broadway
- 1992 - 20 Vintage Hits
- 1993 - Barrington
- 1994 - Reggae Vibes
- 1997 - Original Raggamuffin Part One
- 1997 - Ras Portraits
- 1998 - Too Experienced, The Best Of Barrington Levy
- 1999 - Back To Back
- 2001 - Dressed to Kill
- 2002 - Gold
- 2003 - Divine
- 2004 - This Is Crucial Reggae
- 2004 - Here I Come
- 2005 - Love Your Brother Man - The Early Years
- 2008 - Barrington Levy & Friends - Teach The Youth